# Triodia stenostachya
Triodia stenostachya är en gräsart som beskrevs av Karel Domin. Triodia stenostachya ingår i släktet Triodia och familjen gräs. Inga underarter finns listade i Catalogue of Life.